# Репников, Николай Иванович
Николай Иванович Репников (9 апреля 1882 года, Санкт-Петербург — 1940 год, Ленинград) — российский и советский археолог. Сотрудник Этнографического отдела Русского музея и Института археологии РАН.

## Биография

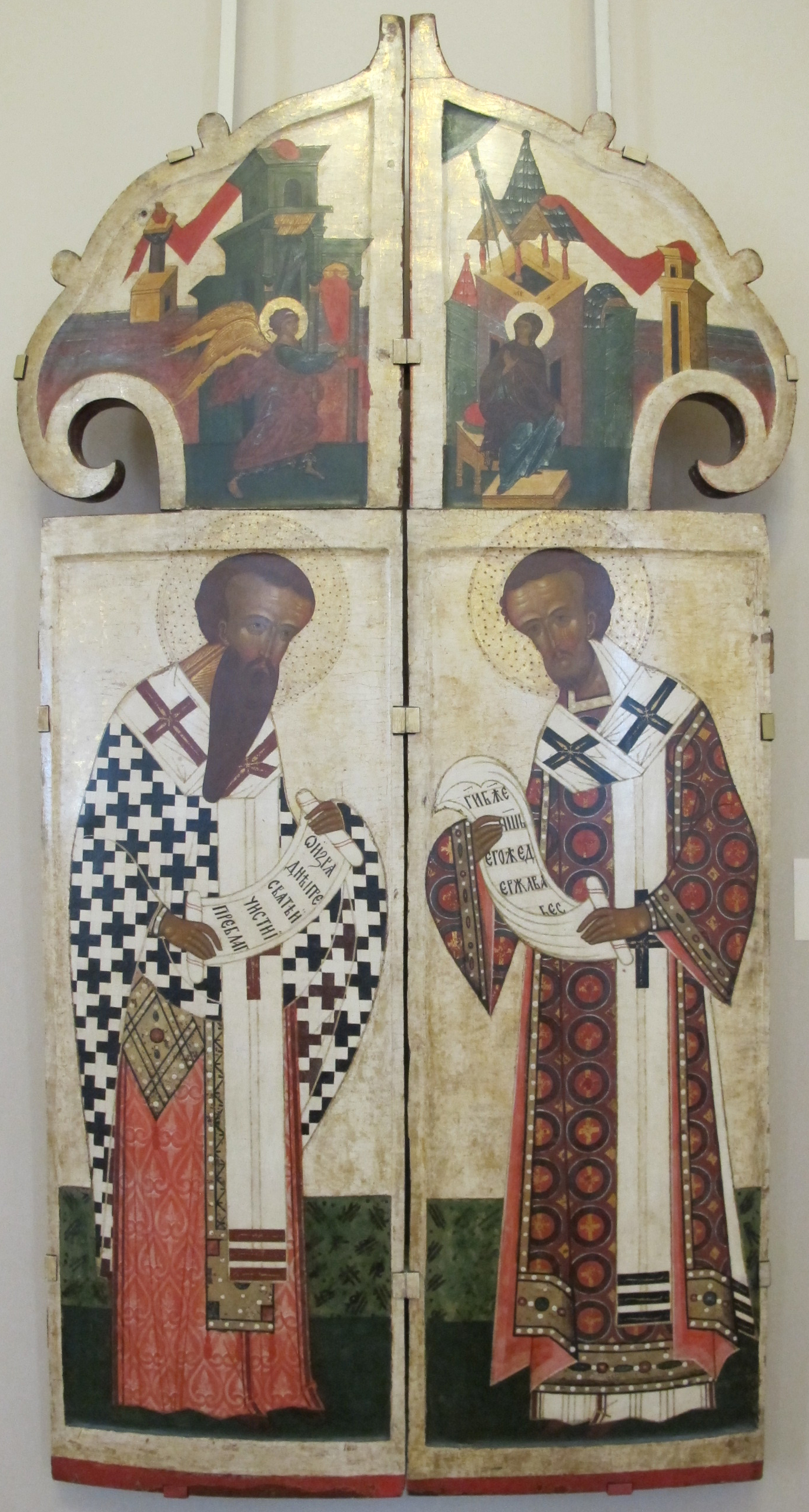
Царские врата конца XV - начала XVI века, распиленные на части, были обнаружены в разных церквах Гостинополья в 1913 Репниковым. Ныне в ГРМ

Родился Николай Иванович 9 апреля 1882 года в Санкт-Петербурге, в крестьянской семье, закончил в 1900 году коммерческое училище, затем поступил на Историко-филологический факультет Петербургского университета. Ещё во время учёбы, с 1902 года, сотрудничал с Археологической комиссией и Русским археологическом обществом. В 1903 году провёл первые исследования в Старой Ладоге. Весной того же года получил «Открытый лист» на раскопки в урочище Суук-Су около Гурзуфа, где обнаружил и исследовал первый в мире готский могильник. 
В 1907 году первым описал Скельские менгиры. Окончив в 1909 году университет, в 1910 году поступил на службу в Этнографический отдел Русского музея, где работал на должности хранителя археологической коллекции музея в чине коллежского регистратора.
До 1913 года, каждый сезон, Репников проводил в экспедициях на новгородчину — проводил раскопки на Земляном городище Старой Ладоги — один из первых опытов систематических раскопок древнерусского города большой площади. Кроме того, он нанес на карту деревянные кресты окрестностей Старой Ладоги, скопировал фрески Гостинопольской церкви XV века, собрал уникальный фотоматериал, посвященный приходским церквям и часовням Новоладожского и Лодейнопольского уездов.
После начала первой Мировой ройны полевые работы были прекращены, а в 1914 году Репников ушёл из Русского музея.
После революции учёный работал в ГАИМК, в конце 1920-х годов приступил к исследованиям юго-западного Крыма. В 1928 году произвёл первые археологические раскопки Эски-Кермена, посвятив изучению пещерного города 1930-е годы. Не замыкаясь на Эски-Кермене, проводил изучение других памятников края. Фактически, Репников заложил основы будущей археологии юго-западного Крыма. Будучи исследователем-«полевиком», Репников не написал и не издал ни одного научного труда, его наследие — отчёты о археологических раскопках, публиковавшиеся в специализированных сборниках. Умер Николай Иванович Репников в 1940 году.

## Основные публикации
- Репников Н. И. Поездка в Старую Ладогу // ЗОРСА. Т. 5. Вып. 2. СПб.
- Репников Н. И. Отчет о раскопках Н. И. Репникова в Беженском, Весьегонском и Демянском уездах в 1902 году // ИАК, выпуск 6, Спб, 1904
- Репников Н. И. Некоторые могильники области крымских готов // Изв. императорской археологической комиссии, в. 19, СПБ, 1906
- Репников Н. И. Старая Ладога // Сб. Новгородского общества любителей древностей. Т. 7. Новгород.
- Репников Н. И. Разведки и раскопки в Тихвинском и Шлиссельбургском у. // ЗОРСА т. XI..Пгр.
- Репников Н. И. Жальники Новгородской земли // Известия ГАИМК. Т. IX. Вып. 5.
- Репников Н. И. Дневник раскопок Херсонесского некрополя в 1908 году. — Севастополь, 1927. — 186 с.
- Репников Н. И. Эски-Кермен в свете археологических разведок 1928-29 гг. // ИГАИМК. — 1932. — Т. 12. — С. 107—152.
- Репников Н. И. Остатки укреплений Эски-Кермена // ИГАИМК. — 1932. — Т. 12. — С. 181—212.
- Репников Н. И. Подъемная дорога Эски-Кермена // ИГАИМК. — 1935. — Вып. 117. — С. 18—42.
- Репников Н. И. Материалы к археологической карте юго-западного нагорья Крыма 1939-40 // АЛОИА, ф. 10, оп. 1, д. 10.